# Gerolamo Staffieri
Michele Gerolamo Venceslao Staffieri (Bioggio, 28 settembre 1785 – New Orleans, 11 settembre 1837) è stato uno stuccatore e scultore svizzero.

## Biografia
Gerolamo Staffieri nacque a Bioggio da una nota famiglia patrizia della cittadina svizzera. Nacque secondogenito da Giovanni Battista Staffieri (1749-1808) e da Teresa Andreoli.
Era figlio d'arte in quanto il padre era anch'egli stuccatore, mentre il nome della famiglia era già noto in Russia sempre nell'ambito dell'architettura e della decorazione. Probabilmente studiò all'Accademia di Brera a Milano con il celebre Giocondo Albertolli (1742-1839) da Bedano insieme a Felice Lamoni da Muzzano e Pietro Ferroni da Arosio. Per il resto si conosce molto poco della sua infanzia.

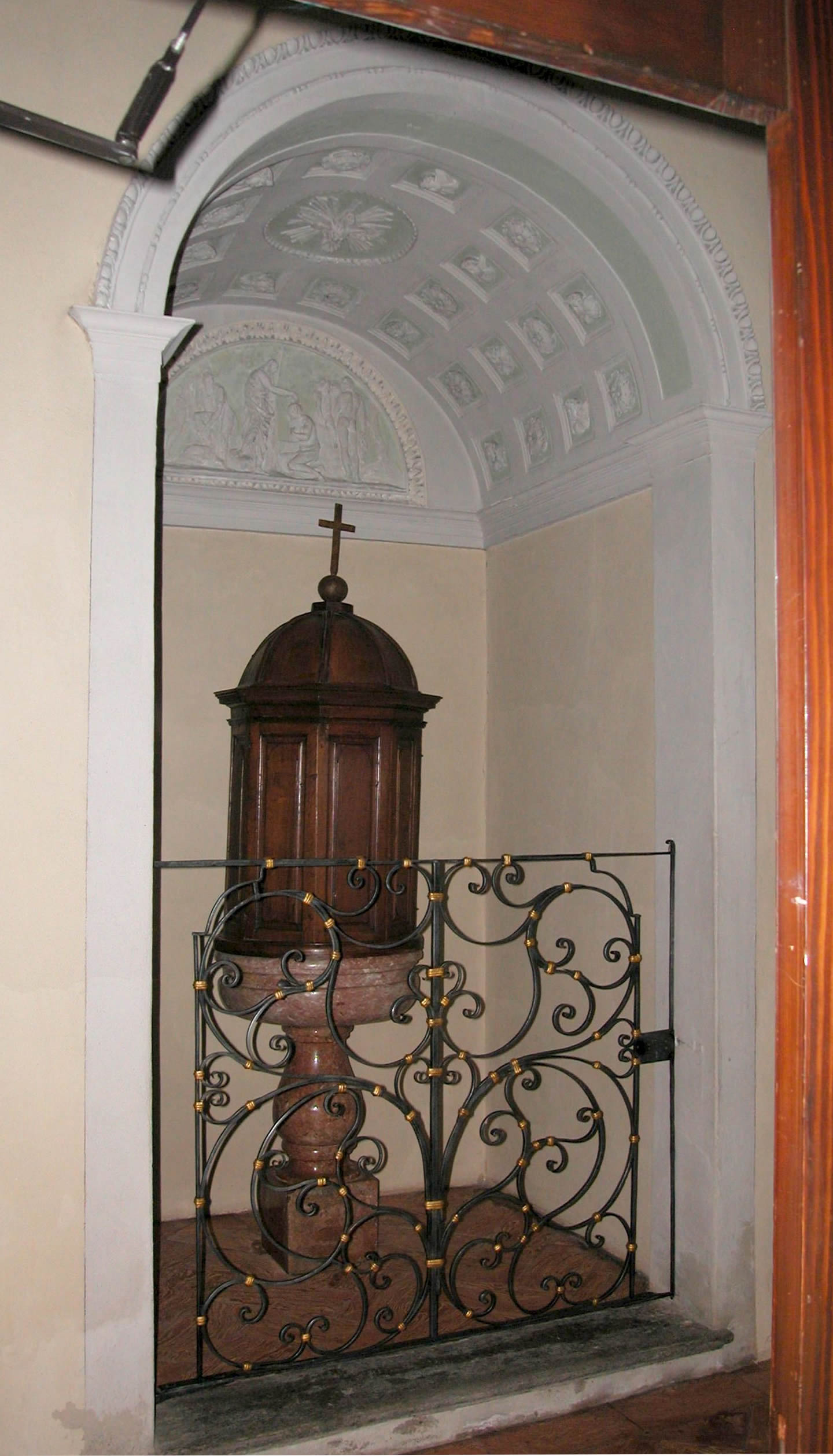
Fonte battesimale della Chiesa di San Maurizio di Bioggio

Lo troviamo agli inizi del XIX secolo a Mantova, dove un documento attesta che egli dimorò dal 1800 al 1811 presso la parrocchia di Sant'Andrea Apostolo.
Di questo periodo sappiamo poco ma probabilmente lavorò al Palazzo Ducale di Mantova, forse nella Sala dello Zodiaco. Qui si nota una certa somiglianza nelle decorazioni fatte al primo piano della casa di Bioggio che lasciano presumere la paternità dell'opera al palazzo mantovano, anche se non documentata.
Il periodo che va dal 1811 al 1819, invece, è ben documentato.
Nel 1813 al Palazzo Te di Mantova operò il restauro del soffitto e la decorazione degli stucchi della camera dei candelabri e la decorazione neoclassica e l'inserimento di rilievi di Palazzo Ducale nella Camera delle cariatidi e le decorazioni a stucco e finto marmo del Camerino a crociera.
Lavorò poi a Parma nella Basilica di Santa Maria della Steccata e nel Palazzo Ducale (forse dopo il 1815). Il suo lavoro trovò l'ammirazione dei duchi di Parma tanto che ottenne in dono un servizio di posate d'argento dalla duchessa Maria Luisa d'Austria.
A partire dal 1819 si trovava sempre a Mantova dove realizzò l'intera decorazione a stucchi del Teatro sociale (allora Teatro Nuovo), opera questa dell'architetto ticinese Luigi Canonica. La doratura delle stesse fu opera di Anselmo Berazzi. I lavori finirono nel 1822.
Nell'agosto del 1824 si trovava a Bioggio per presenziare due riunioni del patriziato. Tornò poi a Mantova dove rimase fino alla fine del 1827.
Nella primavera del 1828 era di nuovo a Bioggio, in quanto si unì in matrimonio a Purissima Boffa (1799-1872) da Arasio, all'età di quasi 43 anni.
Dal matrimonio nacquero cinque figli: Giovanni Sebastiano Maurizio, nato il 26 dicembre 1828 ma morto dopo 4 giorni, Ester Isabella Purissima, nata il 21 ottobre 1829 e morta il 19 gennaio 1854, Davide Giovanni Battista Carlo, nato il 6 novembre 1832 e morto il 2 dicembre 1886, divenuto poi avvocato e notaio, e altri due figli che però ebbero vita breve, Mosé Noé Ilario Giovanni Battista Carlo, nato il 18 febbraio 1836 ma morto dopo un anno il 23 febbraio 1836, e Maurizio Mosé, nato il 13 febbraio 1837 e morto 2 giorni dopo. Quindi solo Davide Giovanni Battista Staffieri assicurò la discendenza in quanto unico figlio che ebbe vita longeva.
Tra il 1828 e l'inizio del 1832 lavorò a Bioggio iniziando a decorare la casa di famiglia dove lasciò importanti esempi di maestria che poi ripeterà altrove. Qui c'era il camino a stucco del pianterreno con cornice neoclassica con al centro una danzatrice alata e coronata, sopra le porte c'erano due riquadri con scene allegoriche ispirate ai campi e alla raccolta delle messi e sul soffitto dei rosoni con motivi floreali. Al primo piano c'era un bagno con volta a botte coperto di stucchi in stile Impero. Nelle due lunette di fondo vi era da una parte una scena con le tre Grazie sormontate da un'aquila e da festoni, e dall'altra un medaglione con David vittorioso, circondato da un grifo e da un leone alato. Le lunette erano completate da volute e ghirlande, mentre la volta era decorata a cassettoni con rosoni e figure grottesche al centro di ogni riquadro. Sempre al primo piano vi erano tre architravi di porta decorati con figure mitologiche (una reca la data 1829), una lunetta con il battesimo di Cristo nel Giordano, un medaglione con l'effigie di David e un soffitto decorato con allegorie e figure grottesche. Infine al secondo piano c'era ancora un soffitto, due lunette e un riquadro con altre figure grottesche.
A Bioggio realizzò nel 1830 gli stucchi della chiesa parrocchiale di San Maurizio e precisamente gli stucchi del fonte battesimale, con un battesimo nel Giordano nel lunotto della volta a botte, e quelli della calotta dell'abside.
A Cademario nella Chiesa di Sant'Ambrogio realizzò le decorazioni del battistero.
Nel 1831-1832 ritornò a Mantova anche se svernò a Bioggio in quanto nel 1832 non poté prendere parte all'assemblea patriziale perché ammalato, ma il 17 settembre dello stesso anno scriveva da Mantova ad un cugino, don Domenico Rossi, per avere notizie della moglie.
Nel 1833 operò presso la Chiesa Collegiata di Casalmaggiore, dove rimase fino all'autunno inoltrato.
Dal 1834 al 1837 risiedeva stabilmente a Bioggio in quanto ci sono documenti che provano che si occupasse del patriziato, di cui fu più volte presidente dell'Assemblea. Ai primi di marzo del 1837 lo stesso patriziato decise di costruire la cantoria con spazio per un organo nella chiesa parrocchiale. Staffieri venne incaricato del progetto e dell'esecuzione, che portò a termine in un paio di mesi.
Nonostante la sua notorietà, lo Staffieri decise di trovare fortuna nelle Americhe: perciò progettò un viaggio negli Stati Uniti. A sostegno della tesi che non fosse molto ricco si ha la notizia che dovette farsi prestare il denaro necessario insieme a Ilario Pianca di Cademario, che fu poi suo compagno di emigrazione. Il prestito avvenne il 2 maggio 1837 presso Carlo Boffa di Arasio con un debito di 2.600 lire cantonali.
Il 5 maggio del 1837 lo Staffieri partecipava all'ultima sua assemblea patriziale a Bioggio e tra il 16 e il 6 maggio faceva testamento presso il notaio conte Bernardo Rusca, suo conterraneo, in quanto doveva temere di non poter fare ritorno dal suo viaggio.
Il 21 maggio 1837 Gerolamo Staffieri era già in viaggio e dal quel momento non arrivarono più notizie fino a che la famiglia incaricò le autorità di fare delle ricerche fino a ricevere, tra aprile e maggio del 1839, la notizia della sua morte avvenuta nella Parrocchia di Saint Charles presso New Orleans.
Un documento del 18 marzo 1839 del console svizzero chiariva le circostanze della morte. Lo Staffieri era giunto a New Orleans malato (il documento parlava di febbre gialla), e dimorava con il suo compagno di emigrazione, il Pianca, ma si era talmente aggravato che era stato trasportato presso la casa di famiglia del console dove era in seguito deceduto.
Tra i maggiori autori che abbiano scritto di Gerolamo Staffieri c'è il suo discendente Giovanni Maria Staffieri che ha potuto ricostruirne la storia grazie a carte e documenti di famiglia.

## Opere
- Palazzo Ducale di Mantova: decorazioni della sala dello zodiaco (attribuzione dubbia)
- Palazzo Te di Mantova:
  - restauro del soffitto e stucchi della camera dei candelabri
  - decorazioni della camera delle cariatidi
  - stucchi del camerino a crociera
- Basilica di Santa Maria della Steccata di Parma: decorazioni
- Palazzo Ducale di Parma: decorazioni
- Teatro sociale di Mantova: stucchi (1819-1822)
- Casa Staffieri a Bioggio: Stucchi e decorazioni (1828-1832)
- Chiesa di San Maurizio di Bioggio (1830): stucchi del battistero e del coro
- Chiesa di Sant'Ambrogio a Cademario: decorazioni del battistero (1830)
- Chiesa collegiata di Casalmaggiore: decorazioni (1833)